# 24: Dziedzictwo
24: Dziedzictwo (ang. 24: Legacy) – amerykański serial sensacyjno-kryminalny wyprodukowany przez Imagine Television, Teakwood Lane Productions oraz 20th Century Fox Television, którego twórcami są Joel Surnow, Robert Cochran, Manny Coto oraz Evan Katz. Serial ten jest spin-offem serialu 24 godziny.

## Emisja
Premierowy odcinek został wyemitowany 5 lutego 2017 r. przez Fox. W Polsce serial był emitowany od 7 lutego do 19 kwietnia 2017 r. przez Fox Polska. 8 czerwca 2017 r., stacja FOX anulowała serial po jednym sezonie.

## Fabuła
Serial skupia się na Ericu Carterze, weteranie wojennym, który powraca do ojczyzny. Boryka się z wieloma problemami, aby żyć normalnie. Carter jest jedynym, który może zapobiec atakowi terrorystycznemu w USA i uratować świat.

## Obsada

### Główna
- Corey Hawkins jako Eric Carter[4] (wszystkie 13 odcinków)
- Miranda Otto jako Rebecca Ingram, była szefowa CTU[5] (13 odconków)
- Jimmy Smits jako John Donovan, senator, mąż Ingram[6] (12 odcinków)
- Teddy Sears jako Keith Mullins, nowy szef CTU[7] (12 odcinków)
- Dan Bucatinsky jako Andy Shalowitz, analityk CTU, któremu ufa Rebecca[8] (12 odcinków)
- Anna Diop jako Nicole Carter, żona Erica[9] (12 odcinków)
- Ashley Thomas jako Isaac Carter, starszy brat Erica[10] (12 odcinków)
- Charlie Hofheimer jako Ben Grimes, był żołnierz i kolega Erica, który cierpi na zespół pourazowy[8] (7 odcinków)
- Coral Peña jako Mariana Stiles, młoda analityczka CTU[8] (12 odcinków)
- Sheila Vand jako Nilaa Mizrani, dyrektor kampanii senatora Donowana[11] (12 odcinków)
- Veronica Cartwright jako Margaret Donovan, matka senatora[12]
- Raphael Acloque jako Jadalla bin-Khalid[13] (10 odcinków)

### Role drugoplanowe
Zestawienie obejmuje wszystkich aktorów drugoplanowych, którzy wystąpili w co najmniej 4 odcinkach serialu.
- Zayne Emory jako Drew Phelps[15] (4 odcinki)
- Kathryn Prescott jako Amira Dubayev (6 odcinków)
- Tiffany Hines jako Aisha, dziewczyna Issaca[16] (4 odcinki)
- Bailey Chase jako Locke, agent CTU[16] (8 odcinków)
- Laith Nakli jako Kusuma, wojownik i dżihadysta[12] (5 odcinków)
- Carlos Bernard jako Tony Almeida[17] (6 odcinków)
- Themo Melikidze jako Khasan Dubayev[13] (4 odcinki)
- Moran Atias jako Sidra[18] (6 odcinków)
- Tammie Marie Vaughan jako agent CTU (12 odcinków)[14]
- Devan Gerlach jako pracownik CTU (12 odcinków)
- Gerald McRaney jako Henry Donovan (11 odcinków)
- Renah Gallagher jako agent CTU (9 odcinków)
- Mark Smith jako snajper dżihadystów (8 odcinków)
- Michael Aaron Milligan jako Theo (7 odcinków)
- Zeeko Zaki jako Hamid (7 odcinków)
- Bobby Akers jako agent CTU (7 odcinków)
- Kevin Christy jako David Harris (6 odcinków)
- James Moses Black jako Donald Simms (6 odcinków)
- Lina Zalewski jako agent CTU (6 odcinków)
- Oded Fehr jako Asim Naseri (5 odcinków)
- Daniel Zacapa jako Luis Diaz (5 odcinków)
- Rishik Patel jako dżihadysta (5 odcinków)
- Lucky Harmon jako kamerdyner/kierowca (5 odcinków)
- Sam Malone jako Andre (4 odcinki)
- Peter Karas jako Salim (4 odcinki)
- Hajji Golightly jako Jerome (4 odcinki)
- Jock McKissic jako Omar (4 odcinki)
- Chris Adams jako Agent CTU (4 odcinki)

## Odcinki
| Sezon | Sezon | Odcinki | Oryginalna emisja | Oryginalna emisja | Oryginalna emisja | Oryginalna emisja | Oryginalna emisja |
| Sezon | Sezon | Odcinki | Premiera sezonu   | Finał sezonu      | Premiera sezonu   | Finał sezonu      |                   |
| ----- | ----- | ------- | ----------------- | ----------------- | ----------------- | ----------------- | ----------------- |
|       | 1     | 12      | 5 lutego 2017     | 17 kwietnia 2017  | 7 lutego 2017     | 19 kwietnia 2017  |                   |

### Sezon 1 (2017)
| #  | Tytuł                                  | Reżyseria        | Scenariusz                            | Premiera FOX     | Premiera Fox Polska |
| -- | -------------------------------------- | ---------------- | ------------------------------------- | ---------------- | ------------------- |
| 1  | '12:00 - 13:00' 12:00 p.m. – 1:00 p.m. | Stephen Hopkins  | Evan Katz, Manny Coto                 | 5 lutego 2017    | 7 lutego 2017       |
| 2  | '13:00 - 14:00' 1:00 p.m. – 2:00 p.m.  | Jon Cassar       | Evan Katz, Manny Coto                 | 6 lutego 2017    | 7 lutego 2017       |
| 3  | '14:00 - 15:00' 2:00 p.m. – 3:00 p.m.  | Jon Cassar       | Howard Gordon, Leigh Dana Jackson     | 13 lutego 2017   | 14 lutego 2017      |
| 4  | '15:00 - 16:00' 3:00 p.m. – 4:00 p.m.  | Nelson McCormick | Nikki Toscano, Nelson Greaves         | 20 lutego 2017   | 21 lutego 2017      |
| 5  | '16:00 - 17:00' 4:00 p.m. – 5:00 p.m.  | Nelson McCormick | Robert Cochran, Leigh Dana Jackson    | 27 lutego 2017   | 28 lutego 2017      |
| 6  | '17:00 - 18:00' 5:00 p.m.-6:00 p.m.    | Jon Cassar       | David Fury                            | 6 marca 2017     | 8 marca 2017        |
| 7  | '18:00 - 19:00' 6:00 p.m.-7:00 p.m.    | Jon Cassar       | Tony Basgallop                        | 13 marca 2017    | 15 marca 2017       |
| 8  | '19:00 - 20:00' 7:00 p.m.-8:00 p.m.    | Bronwen Hughes   | David Fury                            | 20 marca 2017    | 22 marca 2017       |
| 9  | '20:00 - 21:00' 8:00 p.m.-9:00 p.m.    | Bronwen Hughes   | Nikki Toscano, Zakiyyah Alexander     | 27 marca 2017    | 29 marca 2017       |
| 10 | '21:00 - 22:00' 9:00 p.m.-10:00 p.m.   | Stephen Hopkins  | Manny Coto, Gabriella Goodman Seitter | 3 kwietnia 2017  | 5 kwietnia 2017     |
| 11 | '22:00 - 23:00' 10:00 p.m.-11:00 p.m.  | Nelson McCormick | Leigh Dana Jackson                    | 10 kwietnia 2017 | 12 kwietnia 2017    |
| 12 | '23:00 - 24:00' 11:00 p.m.-12:00 p.m.  | Stephen Hopkins  | Manny Coto, Howard Gordon             | 17 kwietnia 2017 | 19 kwietnia 2017    |

## Produkcja
15 stycznia 2016 stacja FOX zamówiła pilotażowy odcinek Spin-offu 24 godziny. W tym samym miesiącu ogłoszono, że główne role zagrają Corey Hawkins oraz Miranda Otto.
W lutym 2016 roku Anna Diop, Teddy Sears oraz Jimmy Smits dołączyli do obsady dramatu. W marcu 2016 ogłoszono, że Dan Bucatinsky, Coral Pena, Charlie Hofheimer, Sheila Vand oraz Zayne Emory dołączyli do projektu. W kolejnym miesiącu Ashley Thomas dołączyła do serialu.
28 kwietnia 2016 stacja FOX zamówiła pierwszy sezon, którego premiera została zaplanowana na midseason 2016/2017. Od 29 września 2016 w serialu grają Tiffany Hines i Bailey Chase. 9 października 2016 ogłoszono, że Carlos Bernard ponownie wcieli się w rolę Tony’ego Almeidę. W tym samym miesiącu Veronica Cartwright, Laith Nakli, Raphael Acloque i Themo Melikidze dołączyli do dramatu. W listopadzie 2016 Moran Atias, znana z serialu Tyran, również dołączyła do obsady.